# 维河畔勒普瓦雷
维河畔勒普瓦雷（法語：Le Poiré-sur-Vie，法語發音：[lə pwaʁe syʁ vi]）是法国卢瓦尔河地区大区旺代省的一个市镇，位于该省中部，省会永河畔拉罗什西北，属于永河畔拉罗什区。

## 地理
维河畔勒普瓦雷（46°46'7"N, 1°30'30"W）面积71.9 平方千米，位于法国卢瓦尔河地区大区旺代省，该省份为法国西部沿海省份，北起大西洋卢瓦尔省和曼恩-卢瓦尔省，西临大西洋，南至滨海夏朗德省，东部及东南部与德塞夫勒省接壤。
与维河畔勒普瓦雷接壤的市镇（或旧市镇、城区）包括：艾泽奈、博富、贝尔维尼、拉沙佩勒帕吕欧、永河畔栋皮埃尔、拉热内图兹、穆耶龙勒卡普蒂夫、帕吕欧。

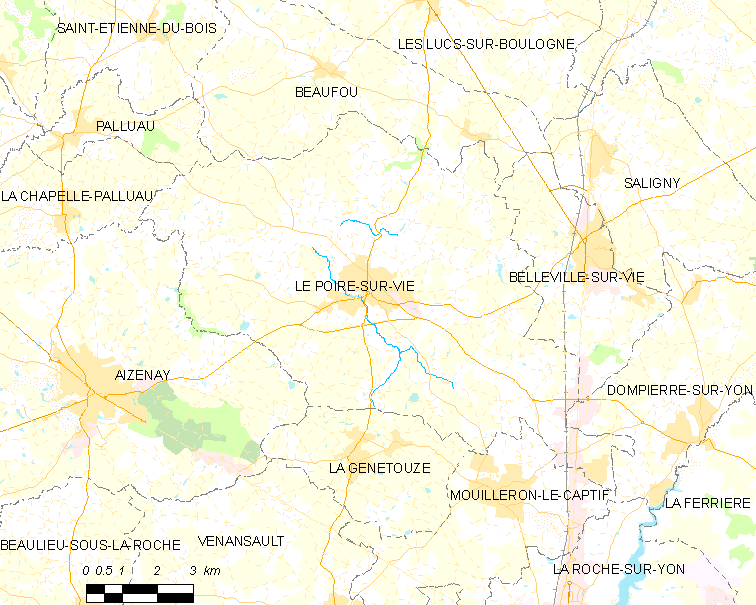
维河畔勒普瓦雷的OSM定位图

维河畔勒普瓦雷的时区为UTC+01:00、UTC+02:00（夏令时）。

## 行政
维河畔勒普瓦雷的邮政编码为85170，INSEE市镇编码为85178。

## 政治
维河畔勒普瓦雷所属的省级选区为艾泽奈县。

## 人口

1962-2008年间维河畔勒普瓦雷人口变化图示

维河畔勒普瓦雷于2022年1月1日时的人口数量为8637人。